# Gösta Nelson
Gösta Nelson, född 30 november 1890 i Fritsla, död 4 april 1958 i Bokenäs, var en svensk präst och kyrkohistoriker.
Nelson var kyrkoherde i Bokenäs församling, prost i Älvsyssels norra kontrakt, teologie hedersdoktor och författare av kristen litteratur. Biskop Bo Giertz räknade Gösta Nelson som en av sina stora inspirationskällor.